# لورا بيلي (لاعبة كرة قدم)
لورا بيلي (من مواليد 19 أغسطس 1992) هي لاعبة كرة قدم أسترالية متقاعدة لعبت مع نادي ريتشموند لكرة القدم في مسابقة AFL للسيدات (AFLW). لعبت سابقًا ثماني مباريات على مدار موسمين مع ويسترن بلدوغز.